# Nelson Muntz
Nelson Muntz este un personaj din serialul american Familia Simpson.
El este batausul scolii. In primele sezoane, el era un adversar a lui Bart, numai ca apoi pe masura inaintarii serialului, el a devenit unul dintre cei mai buni prieteni de-a lui.
Nelson are propia lui replică, adică Haw Haw, care a devenit celebră și una dintre cele mai cunoscute caracteristici ale lui în acest serial.

## Caracteristică
Deși pare un bătăuș tipic, specific culturii americane, la inimă Nelson este de fapt un băiat bun dar care suferă de anumite defecte, deoarece multe episoade arată că el trăiește în sărăcie lucidă cu mama lui care nu-i acordă prea multă atenție. 